# .moe
.moe（ドットもえ）は、トップレベルドメイン(TLD)の一つである。このTLDの名は、日本語の「萌え」に由来する。

## 歴史
インターリンクは2012年にmoeドメインの開発を始めた。2013年11月13日、ICANNとインターリンクは、インターリンクがmoeドメインを運営するレジストリ協定を結んだ。後に、インターリンクは2014年4月11日から5月6日まで、moeドメインのロゴをデザインするコンテストを開催し2014年7月22日から登録が開始された。